# 福州历史年表
此乃泛福州地區之历史年表，載泛福州地區歷經各階段之變化。

## 远古至秦代（公元前5000年-公元前206年）
- 约公元前5000年，福州地区处于母系氏族社会，开始使用新石器，从事渔猎活动，其中具有代表性的是平潭的壳丘头文化。[1]
- 公元前3000年，闽江下游开始出现原始村落，处于母系社会晚期、父系社会前期，其中最具有代表性的是闽侯的昙石山[2]。
- 公元前1200年，福州已随中原地区进入青铜器时代。
- 公元前770年，闽族人已在福州中部丘陵壑地之间（今台江区吉祥山一带）活动。
- 春秋时期，福州冶山北设冶灶，铸造铜刀等器物。
- 周显王三十五年（公元前334年），越王无疆被楚威王击败，越国瓦解，一部分越国贵族南迁福州，逐渐与闽族人融成闽越族，建立闽越国，驺玉为国王。
- 始皇帝二十六年（公元前221年），秦设闽中郡福州为郡治，废无诸闽越王称号，改称君长。

## 汉代至南北朝（公元前206年-581年）

### 闽越国时期
- 汉高帝五年（公元前202年），由于帮助刘邦击败项羽有功，无诸封爵闽越王、封国闽越、建都东冶，即今屏山东南麓冶山一带，为福州城垣之始。无诸大兴冶炼业，推广铁器具，发展生产。
- 文景年间（公元前179-141年），闽中已会纺织精美的麻织物——荃葛。
- 建元六年（公元前135年），闽越王郢发兵攻打南越，其弟余善为避免与汉朝军队发生冲突，用矛击杀了郢，向汉朝投降。汉武帝封无诸的孙子丑为繇王，封余善为东越王，与繇王并处，但却实际控制了闽越国的军政权力。
- 元鼎五年（公元前112年），由于杨仆上书劝武帝进攻闽越、汉军屯兵于汉闽边界，余善大怒，自立为“东越武帝”，引发汉平东越之战。闽越内部兵变，余善被杀，闽越国亡。汉武帝因闽地偏远，闽人不驯，遂迁闽越人于江淮地区。闽越亡国后，东南丘陵正式纳入中原政权的版图中。

### 西汉始元年间至东汉
- 始元二年（公元前85年），闽越地区逃亡山林的遗民复出，重建家园，朝廷设立冶县（今鼓楼区），隶属会稽郡。后为管理方便，增设东部都尉。
- 建武二年（26年），朝廷在福建地区设立边防军指挥机构侯官都尉，驻地福州。
- 建初八年（83年），东部都尉治所迁到浙南，留下侯官都尉驻镇冶县，冶县遂有东侯官之名。

### 三国时期
- 建安元年（196年），冶县改称侯官，县治设于今福州，管辖今福建省全境。当时侯官与交趾（今越南）已有海上往来。同年，孙策派兵攻占东冶，从此闽江下游归孙吴统治。
- 建安十二年（207年），分东侯官之地为建安县，属南部都尉。闽中此时有5县，侯官是其中一个。
- 建安十二至十三年（207-208年），福州人吕合与秦狼起兵反叛，孙权派吕岱和蒋钦前来讨伐，平定叛乱。[3]
- 东吴嘉禾四年（235年），福州人随春起义，孙权派吕岱发兵讨伐，随春投降。
- 东吴永安三年（260年），分会稽郡南部都尉属地设建安郡，侯官县属之，置典船校尉，从此成为东吴的造船中心。当时，福州和夷州（今台湾）已有海上交通。

### 两晋时期
- 西晋太康三年（282年），设晋安郡，郡治在原丰县（即福州），隶属扬州刺史。晋安郡首任太守严高修筑福州子城、开凿东西二湖与晋安河，并在今屏山南麓建绍因寺，为福建第一座佛教庙宇。后又建城隍庙于冶山。
- 西晋永嘉二年（308年），五胡乱华，北方汉人首次大批入闽，先后有林、陈、黄、郑、 詹、邱、何、胡八姓家族，史称“衣冠南渡，八姓入闽”，晋安郡成为入闽移民的重要定居地。[4]
- 东晋太元二十年（395年），陶渊明的叔父、晋安郡太守陶夔撰写完成《闽中记》，是闽中第一部方志，后世称之为《古闽中记》。
- 东晋元兴二年（403年），卢循率起义军占领晋安郡，建武将军刘裕率兵讨伐，相持三年，后起义军沿海路撤到番禺。

### 南朝时期
- 南朝宋元嘉中年（424—453年），改晋安郡为昌国郡。
- 南朝宋泰始四年（468年），改昌国郡为晋平郡，管辖侯官、原丰、晋安、罗江、温麻5县，郡治设于原丰县 （今福州）。
- 南朝齐建元二年（480年），恢复晋安郡。
- 南朝梁大通元年（527年），金鸡山西麓建法林尼寺（今地藏寺），是福建最早的尼庵。
- 南朝陈永定元年（557年），升晋安郡为闽州，管辖晋安、建安、南安3郡，福州为州治所。此后陈廷于天嘉六年废闽州，但又于光大二年升晋安郡为丰州，州治仍在福州。
- 南朝陈天嘉三年（562年），闽州刺史陈宝应起兵反陈，但于次年被陈霸先击败并处死刑。[5]

## 隋唐时期（公元581年-906年）

### 隋朝
- 开皇九年（589年），丰州因州治（今福州市区）多温泉，赐名泉州（非今日泉州市）。东部侯官改名原丰县，县治在今鼓楼区。开皇十二年（592年），原丰县改称闽县。
- 大業二年（606年），改泉州为闽州。 次年废闽州，改名建安郡，辖闽县、建安、南安、龙溪4县，郡治在闽县。
- 大业十三年（617年），刘元进起义军退据建安郡，吸引沿途百姓加入，后被隋兵击败。

### 唐朝
- 武德元年（618年），改建安郡为建州，州治仍设在闽县。后又先后更名泉州、丰州数次。
- 貞觀二年（628年），建清真寺（位于今鼓楼区八一七北路），为福州唯一的伊斯兰教寺院。
- 景雲二年（711年），泉州改为闽州，设闽州都督府，州治仍在闽县。
- 开元十三年（725年），因州西北有福山，改闽州都督府为福州都督府，辖闽县、侯官、长乐、连江、长溪、万安（今福清）6县，隶属江南东道，都督府治在今鼓楼区。福州由此定名，沿用至今。[6]
- 天宝八年（749年），在乌山南麓依岩刻就的佛像高2米，是福建省所发现的最早摩崖造像。
- 上元元年（760年），福州都督府升为节度使。大历六年（771年）改节度使为福建督团练观察使。
- 大曆八年（773年），观察使李椅在子城南边建福州府学宫（今圣庙址）。
- 建中元年（780年），常衮任福建观察使时在闽县、侯官县遍设乡校，文教渐兴。[7]
- 建中三年（782年），福州大旱，并发瘟疫流行，居民死亡众多。
- 贞元十一年（795年），福建观察使王翊挖南湖，从城西南开浚长达5里的河渠，引西湖水流向东南，以利灌溉。
- 贞元十二年（796年），观察使李若初在西郊怡山建冲虚观，后几经演变，成为今日的西禅寺。
- 贞元二十年（804年），日本僧人空海以遣唐使身份来中国，进福州城避风，住开元寺，两月后赴长安。
- 元和二年（807年），从福州西门至延平，沿江修筑通往京师的第一条驿路。
- 元和八年（813年），福州刺史裴次元在福州冶山开辟马球场，并建有球场山亭，是福建省历史上建设的第一个运动场。
- 会昌五年（845年），朝廷在全国设23个铸钱监，福州为其中之一，所铸钱背面加铸“福”字或“闽”字。
- 乾符五年（878年），黄巢起义军进入福建，次年3月围攻福州城，观察使韦岫弃城逃走，福州遭到起义军的屠杀。黄巢驻军福州月余，后进军闽南。 [8]
- 中和年间（881—884年），福建观察使郑镒拓修福州子城，设5个城门：虎节门、康泰门、宜兴门、安定门、清泰门。 [9]
- 光啟元年（885年），河南光州固始人王潮三兄弟随王绪农民军渡江南下进入福建，翌年攻下泉州，福建观察使陈岩委王潮为泉州刺史。 景福元年，王潮派其弟王审知等攻打福州城，经一年多苦战，终于占领福州，各地武装势力纷纷归附。唐昭宗任命王潮为福建观察使；王潮委王审知为副使。
- 光启三年（887年），于寿山建寿山寺（广应院）。自此，寿山石矿为人看重开采。
- 乾寧三年（896年），福州人沈崧考中进士，为福州历史上第一个进士。
- 乾宁四年（897年），王潮卒，王审知继任，朝挺授于节度使，并封为琅琊王。
- 天復元年（901年），王审知筑罗城40里，将子城和老城囊括其中，城内民居逐段以高墙隔开，渐形成 “三坊七巷”布局雏形。

## 五代十国

### 闽国时期
- 后梁开平三年（909年），梁太祖朱温封王审知为闽王，建都福州。王审知委翁承赞为相，采纳翁关于“建四门学，以教闽士之秀者”的建议，大兴教育。
- 后梁乾化元年（911年），设闽清县，福州辖10个县。
- 后梁贞明六年（920年），福州升为大都督府。
- 后唐同光元年（923年），城内（今鼓楼区）官办文绣局，聚集工匠百人以上，盛产蕉布、葛布。
- 后唐同光三年（925年），王审知卒于福州，其子王延翰继位，在西湖滨建水晶宫，西湖一度成为御花园。
- 后唐天成元年（926年），王审知养子、建州刺史王延禀与闽嗣王王延翰之弟、泉州刺史王延钧（审知次子）合谋，出兵福州杀王延翰，王延钧继位。
- 后唐天成三年（928年），闽王王延钧超度2万平民剃度为僧。从此，闽中多僧人。
- 后唐長興四年（933年），闽王王延钧称帝，更名磷，国号大闽，升福州为长乐府。
- 后唐清泰二年（935年），王延钧被其子王继鹏和皇城使李仿谋杀。继鹏称帝，更名昶。
- 后晋天福四年（939年），都指挥使朱文进、连重遇在福州城内叛乱，杀继鹏，拥立王延钧之弟王延羲（审知少子）为闽王，去帝号，向后晋称臣。 但此后闽国仍处于内乱之中，天福五年，王曦进攻建州，次年称大闽皇帝，其弟建州刺史王延政则于建州称帝，改国号为殷。
- 后晋开运元年（944年），都指挥使朱文进弑王延羲，自立为闽王。忠于闽王宗室的林仁翰联合旧臣诛杀朱文进、连重遇，拥立王延政为闽王，改福州为东都。
- 后晋开运二年（945年），在福州罗山脚下（今鼓楼区法海路）建罗山寺，即为后来闻名的法海寺。同年，南唐进攻闽国，王延政战败投降，闽国灭亡，李仁达拒降南唐，割据福州。

### 南唐吴越时期
- 后晋开运三年（946年），李弘义（仁达）奉表称臣于吴越，并遣使乞师。
- 南唐保大五年（947年），吴越水陆军进逼福州，与李弘义两面夹攻，南唐兵败退弃城，福州归吴越。

## 北宋
- 建隆元年（960年），设福建路，并将福建行中书省设于福州。此时福州开始具有省城地位。
- 乾德二年（964年），福州郡守鲍修让建越山吉祥禅院（今屏山南麓），明正统九年（1444年）改名华林寺，是至今长江以南所发现最古老的木构建筑。
- 开宝七年（974年），福州刺史钱昱为加强防御筑东南夹城，称外城，南面扩至合沙门。
- 太平兴国二年（977年），崇福院创建，后改名崇福寺，为日本长崎崇福寺的祖庭。
- 太平兴国三年（978年），吴越国纳土归宋，福州正式纳入宋朝版图。
- 天圣六年（1028年），废福州、连江等地官办盐场，盐田归民经营。
- 景祐四年（1037年），朝廷允许福州立学。其后，周希孟、陈烈等为州教授，大兴儒学。
- 庆历三年（1043年），福州府（含所属各县）建有佛寺1625处，宋诗云：“道路逢人半是僧”。
- 庆历四年（1044年），蔡襄担任福州知州，浚治东湖，修古五塘，以利农田。
- 嘉祐二至三年（1057—1058年），朱定组织开挖疏浚西湖及护城河浦176条，使福州平原3600余顷良田得以灌溉。
- 嘉祐八年（1063年），福州人许将考中状元，是福州历史上开科取士以来第一个状元。
- 治平二年（1065年），太守张伯玉推广编户植榕制度，福州绿荫满城，“榕城”之名由此而来。[10]
- 熙宁元年（1068年），程师孟上任福州知州。翌年，修复宋初所毁子城，同时兴教育、救灾荒、医贫民、修名胜，为政简严精明，称东南第一。
- 元丰二年（1079年），福州东禅寺始雕《崇宁大藏经》，至崇宁二年（1103年）竣工，共580函，144部，6108卷，称《崇宁大藏》，是全国最早的由民间寺院募雕的大藏经。
- 元丰六年（1083年），福州开元寺铸成铁佛，高5.3米，宽4米，重151.万公斤，是中国东南各省最大的一尊金属佛像。 元丰年间，福州人口在20万以上，为全国六大城市之一。
- 崇宁三年（1104年），福州官田开始收取租课，居福建路赋税收入的六分之一。
- 靖康元年（1126年），福州驻军叛乱，杀知州柳庭俊。

## 南宋至元代

### 南宋
- 绍兴二年（1132年），福州闽县、侯官等地降冰雹，屋毁人伤，为福建省最早的雹灾记载。
- 绍兴十年（1140年），正月十五日，南宋丞相李纲卒于福州。六月，抗金名将张浚在福州建造海舟千艘，准备北攻山东。
- 绍兴二十九年（1159年），福州发大水，洪水侵城，冲走房屋，水灾殃及闽县、侯官、怀安3县。
- 乾道二至八年（1166—1172年），永福县（今永泰县）萧国梁、郑侨、黄定三科连续夺魁，创七年一县三状元纪录。
- 乾道七年(1171年)，广东柳七娘捐资在马江磨心山上建塔，纪念亡夫，后称罗星塔，又名七娘塔。至明万历年间(1573～1619年)为海风所毁。天启四年(1624年)重修，成为福州港自然导航标志。
- 淳熙四年（1177年），五月，连降大雨两昼夜，冲毁民房数千家。
- 淳熙九年（1182年），梁克家知福州，以三年多时间完成福州地方名志《三山志》。
- 淳熙十二年（1185年），福州大旱，颗粒无收。
- 嘉定四年（1211年），福州城内发生火灾，烧毁城门、僧寺及民房千余家，烧死数人。
- 景炎元年（1276年），益王赵昱登极于福州，年仅9岁，称端宗，升福州为福安府，福州成为行都。十一月，元将阿刺罕、董文炳侵占福安府，福州被元军占领，赵宋政权对福州的统治宣告结束。

### 元代
- 至元十五年（1278年），元朝改福安府为福州路。
- 至元二十八年（1291年），意大利旅行家马可·波罗沿闽江至福州。
- 大德六年（1302年），福州发生饥荒，官府发放救济粮。
- 至正十四年（1354年），为加强江防，在藤山顶设烟墩，即烽火台，用以报警，与中洲炮垒相呼应，烟台山因此得名。
- 至正二十六年（1366年），泉州赛甫丁的武装占据福州，被陈友定击败而逃回泉州。
- 至正二十七年（1367年），朱元璋派汤和、廖永忠率舟师从闽江口挺进南台（台江），在南门外打败陈友定率领的元军，福州城内守将开城门请降，汉人政权时隔91年重新统治福州。[11]

## 明代
- 洪武元年（1368年），设福州府，管辖闽县、侯官、怀安、长乐、连江、古田、永福、闽清、罗源、福安、宁德、福宁及福清13县。
- 洪武二年（1369年），建福州府衙门，在府衙大门外竖木牌坊，上书“十闽首郡”。
- 洪武四年（1371年），驸马都尉王恭奉旨主持重建福州城垣（石头城），北跨越王山（屏山），南绕于山、乌山。后人称福州府城。
- 洪武二十年（1387年），官府在河口（今瑁后街）设官营造船厂，称南台船厂。
- 洪武二十九年（1396年），琉球（今日本冲绳县）遣使来贡，朝廷派福州舟工、通译等36姓前往，为贡使往来服务，史称闽人三十六姓。
- 永樂三年至宣德八年（1405—1433年），郑和七次下西洋，均入福州港候风补给。福州驻军中卫所、千户所以下官兵随郑和出洋者颇多，从此，福州海外贸易渐趋兴盛。
- 成化年间(1465—1487)，由于闽江上游山洪暴发，泥沙淤积，在今仓山区龙潭角和台江区苍霞洲之间的江中形成一个沙洲。当时，福州府所属的闽县、侯官县、怀安县的一些船民来此插竿围地，引起争执，由福州府判决归三县共管，三县洲由此而得名。
- 成化十年（1474年），福建市舶司由泉州迁至福州。
- 成化十九年（1483年），福州受台风袭击，摧毁民房不可胜计。闽县、侯官等9县也同时受灾，山洪暴发，冲毁农田过半，沿海舟船漂没1万多艘，淹死1000多人。
- 成化年间（1465—1487年），由于闽江上游山洪暴发，泥沙淤积，在龙潭角和苍霞洲之间的江中形成一个沙洲。当时，福州府所属的闽县、侯官县、怀安县的一些船民来此插竿围地，引起争执，由福州府判决归三县共管，三县洲由此而得名。
- 弘治十四年（1501年），民间织造工人林洪改革原5层之织机为4层，称为改机，能织各种花色纺织品，福州一时被誉为丝城。
- 嘉靖二十四年(1545年)，倭寇在福清海口登陆，首次大规模侵犯福州，明武将千户白仁率部抵抗，兵败被杀。
- 嘉靖三十六年（1557年），倭寇数千首次围攻福州城，搜刮财物，焚屋而去，仓山亦遭洗劫，大片房屋被烧毁。
- 嘉靖三十七年（1558年），倭寇再逼省城，福州守军扼守西门坚决抵抗，被困50天。
- 嘉靖三十八年（1559年），倭寇劫焚闽县、侯官、怀安3县乡间，福州城门尽闭。黎鹏举从漳浦率水师北上，入闽江口，大败倭寇，福州解围。
- 嘉靖三十九年（1560年），倭寇第四次骚扰城郊，新任巡抚刘焘出兵追至闽安镇。
- 嘉靖四十一年（1562年），倭寇继续来犯，戚继光从浙江率戚家军转战福建沿海，平定倭寇，连战连捷。十月，班师福州。
- 万历二年（1574年），福州与连江间发生7级地震。
- 万历二十一年（1593年），长乐人陈振龙由吕宋（今菲律宾）带番薯苗回福州，在南台纱帽池试种成功。
- 万历三十七年（1609年），闽江上游洪水爆发，福州城外水势凶猛，沿江布满浮尸，江水变色，不能饮用。
- 天啟五年（1625年），福州第一座天主教堂——三山堂在宫巷建成。
- 崇祯五年（1632年），福州遭受冰雹袭击。损失惨重，田问麦子颗粒无收。

## 清代

### 南明、顺治时期
- 顺治二年（1645年），明末唐王朱聿键在福州称帝，改福州为福京，福州府更名天兴府，建立临时抗清政权。十一月中旬，隆武政权在天兴府实行保甲法。
- 顺治三年（1646年）八月，朱聿键在汀州被俘，后死于福州。九月，清兵攻克福州，强迫男人剃发留辫。
- 顺治四年（1647年），明监国鲁王攻打福州，失败。七月，福州反清义师纷起，后因延误时机，败于金鸡山，举人林桓声被杀。
- 顺治十三年（1656年），郑成功率抗清部队从闽安镇攻进南台（台江），登岸扎营、攻城，三战三捷。后因清兵驰援反攻，郑军不敌，退据闽安镇驻扎。
- 顺治十六年（1659年），安南大将军达素率军进入福州征讨郑成功。
- 顺治十七年(1660年)，靖南王耿继茂从广州移驻福州后，将今国货路的“绘春园”辟为别墅，称“耿王庄”。民国4年(1915年)，辟为“城南公园”，称“南公园”。
- 顺治十八年（1661年），清政府实行“海禁”、“迁界”政策，将沿海居民迁至离海边30里的内地，禁止一切船只下海。

### 康乾时期
- 康熙十三年（1674年），耿精忠据福建反清，至康熙十五年九月兵败投降。后被押往北京处死。
- 康熙十九年(1680年)，水师提督万正色率水师2.8万人、战船240艘，进攻海坛岛。据守海坛的郑经部副总督朱天贵战败，福州全境进入清政府版图。
- 康熙二十一年（1682年），朝廷开始调整外贸政策，逐渐废除“海禁”，福州对外交流开始恢复。
- 康熙二十四年（1685年），清政府在仓山设闽海关福州分口，俗称常关。
- 康熙四十六年（1707年），福建巡抚张伯行在于山麓创建鳌峰书院，是当时福建四大书院之首。
- 康熙五十九年（1720年），清政府准许外贸商人在福州成立公行，此后各类商业会馆普遍成立。
- 雍正二年（1724年），福州于华林寺设立普济堂和育婴堂。
- 乾隆二年（1737年）八月十五日夜，飓风、海溢，南台（台江）江水淹没大桥。
- 乾隆十四年（1749年），平潭大风成灾，海沙随风涌上，近海乡村悉遭压废，相传芦洋浦“一夜沙埋十八村”。
- 乾隆六十年（1795年），福州揭出贪污受贿、滥毙无辜（十命）案，总督、巡抚在京处斩，布政司畏罪自杀于途，按察司押回福州处斩，库吏及其他亏空银万两以上州、县10名官员同时正法。

### 嘉庆、道光时期
- 嘉庆初年（1800年前后），漆匠沈绍安创制脱胎漆器特艺品。同时，兴起制作以绒绸通草为原料的制花手工艺品。
- 嘉庆二十二年（1817年），凤池里三牧坊兴建圣公书院，后更名凤池书院。
- 道光三年（1823年），琉球商人在太保境水闸口附近建琉商会馆，从事琉球商品和福建土特产品、工艺品买卖。
- 道光二十一年（1841年），福州绅士陈振声捐献白银1万两，兴办地方团练以抵御外来侵略。
- 道光二十二年（1842年），清政府与英国签订《南京条约》，开放五口通商，福州作为通商口岸被开放。
- 道光二十四年（1844年），福州正式开辟为对外贸易口岸。至光绪二十三年（1903年），先后有美国、法国、荷兰、瑞典、挪威、西班牙、葡萄牙、德国、俄国、日本、奥匈帝国、比利时、意大利、墨西哥等国家在福州设领事馆。 同月，英国驻福州首任领事李太郭（G．T．Lay）到榕，他欲在城内设领事馆，遭福州民众反对，只准租住南台鸭拇洲民房。翌年，在仓山乐群路建立英国领事馆。 十月，英国商人在台江横山开设洋行，是福州开埠后第一所英人办的洋行。福州开埠后，台江地区沿江和上、下杭一带成为福建大宗进出口货物集散地，商行云集。西方文化、宗教也随之输入。
- 道光二十六年（1846年），英国水手上岸购买鱼肉，因短价强买并殴伤行人，激起民愤，民众拥至台江横山的英商洋行，袭击并捣毁英商记连的住所。
- 道光二十七年（1847年），美国基督教公理会派传教士到达福州。同年，在中洲江南桥畔建立教堂。翌年教堂迁往台江保福山。九月四日，美国美以美会传教士柯林斯（Collins）和瓦特（White）到达福州，从事传教、医疗及教学工作。该会在福建的传教活动从此开始。
- 道光二十八年（1848年），英国皇家海军与领事馆在中洲合办海港医馆，为福州市立第二医院前身。
- 道光三十年（1850年），英国传教士庶枕与医生委里董强租福州乌石山神光寺和积翠寺。当时在家养病的林则徐率同里人士群起反对，迫其退出。

### 晚清
- 咸丰元年（1851年），福州实行保甲制度，并严禁花会。
- 咸丰二年（1852年），美国美以美公会在仓山设学塾。同治十一年（1872年）改为保罗福音书院，是基督教在福州设神学院之始。
- 咸丰三年（1853年），福州开始抽收茶税。是年，美国基督教公理会在福州设立男寄宿寄膳学校，为福州最早设立的教会中学。
- 咸丰五年（1855年），福建巡抚端德批准英领事承租南台天安寺、双江台空地，并批准英领事承租大桥以南观音井等处屋、地为仓库和住所。
- 咸丰八年（1858年），福州南台市民反对官府发行铁钱，包围总督衙门，并捣砸官吏住宅。
- 咸丰九年（1859年），《福州府差报》（The Foochow Courier）在福州创刊。这是福州近代由教会创办的第一张报纸。
- 同治五年（1866年），清政府在福州设立福建通商总局、蚕棉总局，并批准在马尾设立福建船政局（后改福州船政局）、福建船政学堂。九月，沈葆桢总理船政大臣，主持福建船政。
- 同治八年（1869年），福州船政局制成中国第一艘木质运输轮船“万年清”号，排水量为1370 吨，质量接近当时世界造船先进水平。
- 光绪元年（1875年），福州官府在仓山南麓强征民田350亩，辟为跑马场，专供外国人使用，禁止华人入内。后福州将军崇善竟予免租，使中国丧失地权。
- 光绪三年（1877年），王仁堪中状元，为福州最后一个状元。
- 光绪四年（1878年），英国教士胡约翰强占乌石山弥陀寺及周围大片土地兴建教堂，引起公愤，胡约翰被迫迁出乌山。史称“乌石山教案”。
- 光绪八年（1882年），福州船政学堂洋枪教习、守备朱得桂勒死勤杂工林永成，闽县知县张道亨不提审凶手即宣布退堂，工人群众无比愤慨，爆发福建省近代最早的产业工人大罢工。
- 光绪十年（1884年），法国提督孤拔率侵略舰队驶进福州马尾港。中国海军接上级命令不允许开炮。八月二十三日，法国侵略军不宣而战，向中国军舰开炮，爆发了中法马江海战。
- 光绪十八年(1892年)，鼠疫自莆田传入福州境内，先在福清阳下作坊村发现，后蔓延福州各地。疫情持续到次年，死亡人数甚多。光绪二十四年再度爆发，延至光绪二十八年(1902年)达5年之久，福清死亡10422人，临江一带死亡20人，台江则同时爆发霍乱，其他县域亦死伤惨重。
- 光绪二十三年（1897年），日本伊藤博文内阁令驻北京公使矢野，以福建与台湾毗邻、关系密切为由，要求总理衙门以公文正式申明福建及沿海岛屿永不出租、割让与他国。总理衙门备文接受。福建遂成为日本势力范围。
- 光绪二十五年（1899年），日本驻福州领事与福建宁福道员签订《福州日本租界条款十二款》，划福州口岸天主堂码头东界起，沿闽江地带170000坪，另新洲约400000坪，为日租界。自此，福州日租界創立。
- 光绪三十一年（1905年），福州各界民众在上杭街建宁会馆集会，反对法国商人魏池私自拐骗福州苦力1825人（窝藏于各洋行烟馆内），企图于十六日乘船劫往巴拿马运河当苦工。在各界协同下，全部被拐人员终于获救。
- 光绪三十二年（1906年），中华同盟会福建支会（简称福建同盟会）在梅坞顶桥南公益社成立，郑祖荫任会长，林斯琛为主监人，对外称丙午俱乐部，指导全省的重大革命活动。
- 宣统二年（1910年），英华书院学生祁暄、黄家宸等组织警醒社，发行《警醒报》。翌年创办《民心》报刊，宣传革命。
- 宣统三年（1911年），福州数百名轿夫罢工。烧毁警察道署头门、南台地方审判厅及城内沿街数百个警察岗亭，迫使清政府取消轿捐、船捐。十一月九、十日，福建同盟会在仓山桥南社宣布福州光复起义，革命军攻取于山及督署，清兵投降，福州光复。

## 中华民国（1911-1949）

### 辛亥革命、北洋政府时期（1911-1922年）
- 1911年11月13日，中华民国军政府闽都督府正式成立，孙道仁任都督。
- 1912年2月，闽县、侯官县合并，称闽侯府。 10月14日，平潭改厅为县。
- 1913年2月4日，福建民政长张元奇在福州南台万寿桥上遇刺，5月9日辞职离闽。同月，福建省议会在福州开幕，各县议会亦相继成立。
- 1913年二次革命期间，福建都督孙道仁宣布福建独立。8月9日，孙道仁取消独立，讨袁失败向袁世凯请罪，袁派刘冠雄任福建都督，率北军李厚基旅进入福建。12月，马江市民罢市，抗议入闽北兵抢掠奸淫罪行。
- 1916年，段祺瑞执政，李厚基升为福建督军，胡瑞霖充任省长。
- 1916年11月，日本在福州设立警察分署，强占仓前山东瀛会馆为日警驻扎所。
- 1917年4月，福州海军飞潜学校在马尾成立，这是中国最早的一所培养飞机、潜艇制造专业人才的学校。同年，福州各校改用官话（普通话）教学，教科书改为语体文。
- 1918年6月10日，福州15所学校学生全体罢课，要求废除北洋政府与日本签订的《中日军事协定》。
- 1919年5月7日，福州学生为声援北京的五四运动，在南校场举行集会，游行示威。5月24日，福州42所学校8000余名学生在南校场集会，到日本领事馆前示威。6月14日，学生到恒盛布庄调查日货，被黄瞻鸿主使店伙殴打，学校工友吕六六重伤身亡，酿成“黄案事件”。7月，福州成立爱国十人团，坚持抵制日货。
- 1919年11月16日，日本领事馆警察署长江口善海策划日人和“台湾浪人”在南台殴击学生、市民和警兵，死伤十余人；并捣毁顺记菜馆，造成震动全国的“台江事件”，又称第一次福州事件。
- 1920年3月20日，福州4000余人力车工人罢工，反对奸商张国金勾结警察当局组织车辆联合公司，垄断租车业，抬高赁价，终于迫使当局下令解散车辆联合公司。
- 1921年10月，福州各界群众爆发反对日本在福州设立警察分署的斗争。
- 1922年10月12日，孙中山领导的粤军许崇智部队入闽，联合王永泉赶走福建督军兼省长李厚基。福州各界推选王永泉为福建总司令，林森为福建省长。

### 军阀混战时期（1922-1926年）
- 1923年2月7日，京汉铁路工人大罢工，林祥谦（闽侯县人）被捕就义。
- 1923年2月起，王永泉发动“倒林拥萨”政潮。3月1日，萨镇冰就任福建省长。
- 1924年3—11月，私立鹤龄英华书院主理夏和平禁止学生致祭黄花冈烈士以及参加国耻游行、欢祝双十国庆等爱国行动，引起全校500多学生反抗，夏和平却将学生赶出校门。12月23日福建学生联合会发表宣言，声援英华书院学生。
- 1924年5月13日，孙传芳任闽粤边防督办，周荫人任福建督理。
- 1925年4月7日，英华中学学生同福州其它各中学学生300多人为收回教育权和要求释放被捕学生，到省长公署静坐请愿，遭到军警的镇压，造成轰动全国的“第二次福州事件”。4月8日，全城罢市，学生罢课，抗议帝国主义和军阀政府的暴行。5月9日，福州市民、学生冒雨举行国耻纪念日示威游行，沿途军警林立，游行群众及演讲者被捕被击不知其数。
- 1925年8月19日，日轮“盛京丸”开进马尾港停泊，翁良毓发动工人罢工，并凿沉该船。
- 1926年4月，福州第一个共产党组织——中国共产党福州地方委员会成立，书记方尔灏。
- 1926年11月30日，国民党、共产党与海军三方代表召开马江会议，达成截击张毅部队、迎接北伐军入榕的协议。12月3日，北伐军正式开进福州，结束了福州军阀政府的统治。

### 国府时期（1927-1933年）
- 1927年1月3日，福建临时政治会议在福州成立，蒋介石兼任主席，何应钦代理主席。
- 1927年1月14日，天主教仁慈堂虐杀中国婴孩埋人一大坑内（被称万童坑）的罪行被揭发后，群众愤而捣毁教堂，爆发仁慈堂事件。以后政府派员接收仁慈堂，改为福州贫民教养院。
- 1927年4月3日，国民党在福州抢先行动“四三”事变，中共福州地委主要负责人方尔灏、徐琛、余哲贞等相继被逮捕、杀害。
- 1927年5月26日，福建省政府在福州成立，杨树庄为主席兼军事厅长。
- 1927年6月18日，福州巡警因征税枪杀店员，激起民愤，全市罢市。迫使当局改组牌照局，惩办凶手。是年，福州至厦门公路动工修建，1933年3月竣工通车，福州地区路段长76.04公里。
- 1929年6月8日，教育厅举行福州识字运动大会，调查出福州市失学人数15.52万人。
- 1930年1月6日，陆军第五十二师师长卢兴邦指使其弟卢兴荣，在福州绑架福建省政府委员林知渊、陈乃元、许显时、程时煌、郑宝菁及水上公安局长吴澍6人，时称“一六政变”。2 月初，蒋介石派张群来闽调处，张群遇刺，脱险后即回南京。蒋介石将五十六师刘和鼎从永定调到福州讨伐卢兴邦，卢被驱逐至闽北。
- 1931年9月30日，日本侵占东三省的九一八事变后，福州工商界宣布如办日货者受社会制裁，并通电旅沪福建省各商行同力禁运日货。10月16日，日本炮舰“圆岛号”闯人闽江进行武装挑畔，福建省政府发布特别戒严令，禁止一切反日集会和反日宣传。10月20日，福州15所学校学生代表到省政府请愿，抗议日舰入侵和当局媚日态度。
- 1931年10月，由莆田、仙游民团改编的福建省防军混成旅第二支队，由支队长林靖带领进驻福清，无恶不作。12月26日晚上，不堪忍受林靖部队蹂躏的龙田、高山两地上万群众，举行暴动。经3天激战，歼灭林部700多名官兵，其余部退回仙游，是为龙高暴动。
- 1931年12月19日，长乐壶井乡民拒缴溉田局水费发起暴动。翌日，十三乡乡民500余人攻下龙门溉田局，随后攻占县署，改长乐县政府为长乐联乡保卫团临时指挥部。后遭国军镇压。俗称长乐十三乡事变。
- 1932年1月2日，福州各校学生在西湖公园举行艺术宣传抗日大会。日本驻福州领事和日舰北上号正副舰长撕毁会场抗日标语，用手枪威胁学生，激起学生反抗，殴伤舰长。当局派军警保护日人离去。学生到省政府示威游行，要求政府致电外交部向日方提出交涉。
- 1932年6月8日，国民革命军第十九路军第六十一师抵闽。7月28日在福州设驻闽绥靖公署，主任蒋光鼐。12月6日，蒋光鼐出任福建省政府主席，蔡廷锴任驻闽绥靖公署主任。

### 闽变（中华共和国时期）至抗战前（1933-1937年）

#### 闽变（1933-1934年）
- 1933年11月20日，十九路军将领陈铭枢、蒋光鼐、蔡廷锴等联合国民党内李济深等一部分反蒋势力发动“福建事变”（简称闽变），在福州成立中华共和国人民革命政府，定都于福州，并改民国22年为中華共和國元年。上午9时40分左右，“中国全国人民临时代表大会”在福州城南公共体育场（南校场，即今天的五一广场）正式召开，四架飞机低空盘旋于广场上空。[12]
- 11月22日上午9时，中华共和国人民革命政府正式宣布成立，并在福建省政府礼堂举行主席和委员就职典礼，以李济深为主席。[13]当日，黄琪翔等宣布解散第三党、组建生产人民党，由陈铭枢任生产人民党总书记，十九路军中高级军官集体加人了该党，使该党控制了中华共和国政府实权。
- 12月1日，福州工会联合会、机器工会、木作工会、海员工会、甲道工会、人力车工会、民船工会、装纸业工会、摆渡工会等代表工人通电讨蒋，要求人民政府出兵讨伐。
- 12月4日，人民政府释放政治犯38人；翌日又释放8人，其中有马立峰、 范式人、杨采衡等。
- 12月下旬，蒋鼎文、张治中、卫立煌组成几路大军入闽，镇压十九路军，蒋介石飞抵建瓯，坐镇指挥。同月，日本军舰4艘驶进马江，威胁十九路军。
- 1934年1月3日，国军到达古田和延平，并同中华共和国守军发生战斗，此后延平、水口先后失守。1月9日，蔡廷锴在福州力排陈铭枢等人死守福州的方案，率领主力南撤，蒋中正随即下令猛攻古田，1月11日，古田守军被张治中劝降，国军占领古田，通往首都福州的大门洞开[14]。
- 1月13日，十九路军开始退出福州，人民政府停止办公，“闽变”宣告失败。1月15日早晨，蔡廷锴率最后一批军队离开福州，此时福州城中尚有“欢送十九路军”、“十九路军虽败犹荣”的送别标语。

#### 闽变失败后（1934-1937年）
- 1934年1月15日，福州成立地方维持会。18日，改称福州地方救济会，萨镇冰任会长。
- 1934年5月，开始实施《县自治法》，实行县、乡镇及闾邻三级制。
- 1934年8月7日，工农红军北上抗日先遣队3000余人向新店前汤山挺进时，与国军遭遇，在大小北岭展开激战，持续至10日晨，红军向连江转移。
- 1934年8月31日，抗日先遣队在粟裕指挥下，向罗源县城发起攻击。翌晨，占领罗源县城。
- 1934年10月，福建省保安第十一团围剿罗源巽屿军区。
- 1934年11月，陆军八十七师二五九旅、省保安十一团等部进驻连江，围剿工农红军。
- 1935年3月31日至4月5日，闽江发大水，为20年来最严重的灾情，城内大水浸淹6日，溺死120人。
- 1936年11月，闽东游击队攻打闽侯大义民团，缴枪20余支，放走壮丁60余人，福建省政府宣布福州戒严3天。
- 1937年5月，由胡文虎捐款20万元筹建的福建省立医院在吉祥山开诊。
- 7月7日，“七七事变”爆发。15日，福州农工商、妇女、新闻、文化团体通电声援华北抗日战争。17日，驻福州日本总领事令在福州的日本侨民（日本籍38人、台湾籍1467人）一周内撤离，总领事馆19日下旗归国。

### 抗战时期（1937年7月至1945年8月）
- 1937年7月19日，福州各界成立福建抗敌后援会。同月，非常时期难民救济会在福州成立。
- 1938年3月24日，日军出动近40架飞机首次轰炸福州，马尾造船所的造船、铸造两分厂被炸成平地。
- 1938年4月18日，福建省政府内迁永安，国民党省党部迁连城。一些工厂、学校等迁往闽西北。至抗日战争胜利后陆续迁回福州。
- 1938年6月12日，日本本更津航空队出动34架飞机轰炸马尾等地。6月19日，日机12架空袭福州市区，投弹40余枚。24日，日机8架空袭福州，投弹30余枚。
- 1938年10月，省政府命令福州疏散人口。
- 1939年6月27日，日军舰突破闽江口外封锁线，占领川石岛，并袭击福州港。日机轰炸福州市区，福建造纸厂中弹，厂房、机器受损，工厂停产，职工遣散。7月21日，日军封锁三都澳及罗源县；22日封锁沙埕。
- 1940年1月中旬，日军飞机再次轰炸马尾造船厂，投下500磅炸弹100多枚，并用机枪轮番扫射厂房，设备遭严重破坏，炸死工人30余人。
- 1941年4月初，日军在闽江口海面集结航空母舰2艘，飞机40余架，舰艇30余艘，帆船百余艘，准备向福州沿海一带大举进攻。4月18日，日军飞机20架，轮番轰炸连江、长乐、福州等地。
- 1941年4月19日，日军48师和海军第一舰队部份陆战队2000余人，在其海、空军的掩护下，分两路从连江的道澳、晓澳、百胜、东岱和长乐的漳港、松下等6处同时登陆。当日，占领了连江、长乐和福清县城。4月21日，日军兵分三路进犯福州，保警大队一排警兵在排长赵大钰率领下，于西湖荷亭一带阻击日军，激战两小时全排壮烈牺牲。福州及闽侯县第一次沦陷。
- 1941年8月4日，长乐抗日游击队在赤屿琅尾港设伏，击毁小火轮1艘，歼敌40多人，击毙敌司令田中岛。9月3日，福州及长乐、连江、福清沿海等县光复。9月4日，海军闽江江防司令李世甲奉命率陆战队反攻，收复马尾。12月16日，福州接收日本、德国及意大利等轴心国在福州的公私财产。
- 1942年1月1日，福建省政府在人民要求下收回跑马场，建立国际联欢社，后发展为今日的福州市人民体育场。
- 1943年3月，福州列为福建省直辖市。
- 1944年10月4日，日军第二次侵占福州，连江、闽侯、长乐再度沦陷。10月8日，福州市各救火会会员在群众支持下，组成反攻队伍，反击侵占仓山的日军，后因众寡悬殊而失利。同月，日军在市郊高盖山南侧强占住房、民田，强迫市民修建义序机场。 [15]
- 1945年5月18日，由于战情恶化，日军撤出福州。
- 1945年6月5日，福州枪决汉奸蔡金兰、林炳东、郭估来、唐方英、倪祥等12人。10日又枪决汉奸陈木森、陈杰、王子芬3人。
- 1945年9月2日，福州人陈绍宽代表中国海军出席在日本东京湾内美舰密苏里号上举行的盟军对日受降仪式。

### 国共内战（中华人民共和国成立前）（1945年底至1949年）
- 1946年1月1日，福州市政府成立，黄曾樾任代市长。5月，设鼓楼、大根、小桥、台江、仓山5个区。
- 1946年2月19日，福州电灯、电话公司职工向资方提出八项改善待遇要求。23日，代市长黄曾樾召开仲裁会，迫使资方接受要求。
- 1946年9月，中共闽江工委在螺洲组织农会，开展“二五”减租斗争，逐步发展到市郊各乡。
- 1947年1月4日，农学院、协和大学等校学生集会游行、罢课，抗议美军强奸北京大学女学生的暴行。
- 1947年2月，福州市清查户口，人口逾34万人。
- 1947年3月25日，福州大、中学校学生1万多人罢课，抗议公共汽车公司唆使警察殴打、抓捕福州学生的暴行。
- 1948年2月24日，东岭山区农民暴动，摧毁保甲政权，建立贫农团。
- 1948年3月，福州市政府将所得税税率提高6倍，实行预征，引起市民反对。10月起，全省使用金圆券。
- 1949年3月，国府将福建省渔业物资及马尾造船厂机器运往台湾，中共福州地方党组织在马江展开物资保卫战。
- 1949年4月，福州戒严司令部成立，陆军第一二一师师长沈向奎任司令。宣布福州戒严，取缔学生运动。
- 1949年6月21日，蒋介石由台北松山机场飞抵义序机场，召开军事会议，布置福州城防。
- 1949年8月6日，福州战役开始[16]，解放軍第三野战军第十兵团兵分三路对福州进行钳形攻击，16日解放马尾港、闽侯甘蔗、福清县城。8月17日，福州解放。
- 1949年8月23日，中国人民解放军福州市军事管制委员会成立，主任韦国清。8月24日，中国人民解放军福州市警备司令部成立，司令员朱绍清，政委陈美藻。 8月26日，福州市人民政府成立，市长韦国清。
- 1949年9月18日，国军两架飞机空袭台江第二码头，闽江一些民船被机枪扫射，死22人，伤31人。

## 中华人民共和国

### 建国伊始（1949年10月1日-1958年）

#### 建国初期（1949-1953年）
- 1949年10月1日，中华人民共和国成立。次日下午6时，福州市军民在公共体育场举行庆祝大会。会后，举行火炬游行。[17]10月2日，国军6架飞机两度空袭福州，向闽江下游沿岸扫射，投弹10余枚，死伤各1人。
- 1949年10月底，福清、罗源等县人民政府发出布告，严禁种、运、吸鸦片，严禁开设烟馆、赌场及聚众赌博。
- 1949年10月29日，国军4架飞机窜入南台、仓前一带，投弹数枚，炸死3人，炸伤数人。
- 1949年12月12日，市政府临时法庭成立，同月28日成立福州市人民法院。12月17日，该法庭开庭公审国民党特务高秉轰、陈城官，判处二犯死刑。
- 1949年12月25日，省政府决定扩大福州市区，将林森县(闽侯县)的平远、开闽、西豹、净屏、双岳、松古、双湖、白湖、江南、江北10个乡划入福州市。其范围：东至鼓山，南至白湖亭，西至洪山桥，北至开闽乡。[18]
- 1950年1月19日，刘培善任市军管会主任。
- 1950年2月7日，国军两架飞机在台江区投弹8枚，毁民房76间，死26人、伤43人。
- 1950年2月17日，平潭县大刀会暴徒1021人以向中国人民解放军平潭驻军拜年为名，袭击县城、官井、后田解放军驻地，驻军迅速平息大刀会武装暴动。同月，中国人民解放军某部配合闽清县大队清剿股匪。共歼灭大小土匪25股计2000多人，匪首钱学钤、刘昌桃等先后伏法。
- 1950年3月4日，国军两架飞机窜入福州市南台，投弹10余枚，毁民房1627间，死17人。
- 1950年4月9日凌晨3时，国民党特务吴宝轩在台江区纵火，焚毁房屋315间，受灾784户。9月，纵火犯被枪决。
- 1950年4月19日，林森县复名闽侯县，县政府由义序镇迁尚干镇。[19]
- 1950年5月9日，国军3架飞机窜入福州南台滥炸，炸毁房屋67间，死72人，伤150余人
- 1950年5月30日，受热带气旋影响，福州洪水泛滥，市郊受灾2000余户8000余人，淹没田地3600余亩。
- 1950年6月6日，用地下电台指引国军飞机轰炸福州市目标的国民党特务叶心浩被枪决。
- 1950年7月17日，私营南光火柴厂蒸汽锅炉爆炸，死3人、伤8人。
- 1950年8月14日，福州市政府决定将鼓楼前至万寿桥头(解放大桥)的市区主干道改名为“八一七”路。
- 1950年10月20日，许家屯任中共福州市委书记。
- 1950年10月底，国军马祖驻军多次炮击连江黄岐，30多间民房被毁。
- 1950年12月29日，解放军首次攻占连江县西洋、浮鹰岛。即日退出。

- 1951年3月2日，中国东南反共游击总队闽海纵队被平潭县捕获归案。
- 1951年4月6日，福州市调整行政区划，新建制为9个区公所(即鼓楼、大根、小桥、台江、仓山、洪山、鼓山、盖山、水上)，57个居民委员会，29个乡(镇)。[20]
- 1951年4月，私立华南女子文理学院和私立福建协和大学合并成立福州大学，翌年8月福建师范学院并入。1953年9月，福州大学改名为福建师范学院，即为今日的福建师范大学。[21]
- 1951年9月3日，市军管会解散天主教“圣母军”(又名圣母慈爱祈祷会)。
- 1951年秋冬，福州爆发白喉病疫情。至11月30日止，患者755人，死亡21人。
- 1951年12月16日，福州市首届人民体育运动会开幕。
- 1951年12月24日，市军管会取缔“一贯道”和“同善社”。
- 是年，因应朝鲜战争局势，福清县捐款人民币24万元、粮食25吨，购飞机、大炮；永泰县捐款11.28万元；罗源县捐款9.8万元；连江县捐款19.5万元，购买“连江”号飞机1架；长乐县捐款21.44万元，购买“长乐”号飞机1架；闽侯县捐款30.4万元，购买“闽侯”号飞机1架、大炮1门，支援抗美援朝。
- 1952年4月8日，国府特务与美国配合在连江县百胜等乡播撒细菌，闽侯专署派员同连江县防疫人员前往喷药灭菌。[22]
- 1952年7月21日，受5207号台风影响，福州洪水泛滥，晚8时超过危险水位1.6米。洪水淹没农田8.5万亩，倒塌房屋589间，损坏道路43条、桥梁6座；受灾群众达20余万人，死9人，伤71人。
- 1952年9月18日，为预防结核病，福州市在市区8大医院设立卡介苗接种站，15岁以下儿童免费接种。
- 1953年1月9日，长乐县沿海遭台湾当局飞机、军舰骚扰，45名渔民被抓去台湾。[23]
- 1953年5月，福州市区防洪堤和闽江下游防洪堤竣工，全长112.6公里。
- 1953年6月30日24时，第一次全国人口普查结束。福州市区人口492993人。
- 1953年7月13日，解放军解放西洋、浮鹰岛(属连江县)。翌年8月，划归霞浦县管辖。
- 1953年7月24日，在福州北郊马鞍山挖出被天主教“仁慈堂”屠杀掩埋中国婴儿的骸骨“万童坑”。
- 1953年夏秋，平潭县恙虫病流行，全县患者1427人，政府为患者免费治疗。

#### 三大改造、反右运动（1953-1958年）
- 1953年11月23日，福州执行城镇居民粮食定量供应政策。闽清、福清等8县自12月起也相继执行。[24]
- 1954年1月7日，闽侯县昙石山发现新石器时期文物遗址，系福建最早发掘的比较完整的新石器晚期文化遗址，被命名为昙石山文化遗址。
- 1954年4月，罗源县罗星渠(幸福渠)完工通水。分南北两干渠，长15.36公里，灌溉面积3600亩。
- 1954年8月28日，福州晋安河疏浚后全程放水，河长7公里，注入闽江。[25]
- 1954年9月1日，市政府批准私营福州民天食品厂实行公私合营；批准123户私营棉布商店与国营花纱布公司建立经销关系。
- 1954年9月2日，国防部部长彭德怀、副部长黄克诚、副总参谋长陈赓到连江县黄岐乡检查海防。
- 1954年9月15日，福州市实行棉布计划供应。
- 1955年1月1日，福州市劳动人民文化宫建成。
- 1955年1月20日，国军12架飞机滥炸台江、小桥一带，投弹36枚，烧毁房屋4000余间，受灾8000余户3万余人，炸死220人，炸伤74人。
- 1955年2月，国军空军飞行员刘若龙、宋宝荣驾机在平潭县山门前澳海滩降落，回归祖国大陆，受到欢迎。[26]
- 1955年3月20日，为安置灾民和失业人口，福州市向光泽、崇安、建阳、顺昌、沙县、尤溪等地移民。
- 1955年3月，福州人民有线广播电台建成开播。
- 1955年4月5日，省政府决定将闽侯县的义序、盘屿、吴山、阳岐4个乡划归福州市，并入盖山区。
- 1955年5月12日，福州市撤销洪山、鼓山、盖山、新店4个区，所属乡直隶于郊区行政办事处。
- 1955年6月5日，福州爆发乙型脑炎疫情。至7月底患者70余人，死5人。
- 1955年6月9日，福州市较大的4家私营机器制造厂——福电铁工厂、广福利机器厂、广福兴机器厂、生成五金工具厂实行公私合营。
- 1955年8月17～27日，福清县动员群众参加山区建设。11月县设移民科(1957年3月撤销)。1955～1957年高山、龙田、江阴、城关等地约万人迁往光泽、武夷山、建瓯等闽西北山区。
- 1956年1月1日，福州至温州公路全线通车，全长438公里。
- 1956年1月7日，韦大卫、梁枫、翟笑梧从台湾驾蒋纬国专机回归祖国大陆，在义序机场降落。[27]
- 1956年1月中旬，福州开展除“四害”运动。
- 1956年3月26日，闽侯专区撤销，闽清县划归南平专区管辖，罗源、连江县划归福安专区管辖，闽侯县划归省直接管辖。
- 1956年5月3日，福州市撤销大根区，并入鼓楼区；撤销小桥区，并入台江区；撤销水上区，并入仓山区。同月，平潭县划归晋江专员公署管辖。
- 1956年5月，平潭县娘宫军用登陆艇码头建成，后为军民两用的娘宫码头。
- 1956年6月，福州登云水库第一期工程竣工。
- 1956年7月1日，福州自来水厂第一期工程竣工。8月1日向全市主要街道送水。同月，永泰县、福清县划归晋江行政专员公署管辖。
- 1956年11月，福州市基督教三自爱国运动委员会成立。
- 1957年1月26日，福州市北郊新店乡浮村山发现闽越国时期遗址一处，出土文物有石器、陶器、建筑遗存3大类，称为浮村遗址。[28]同月，福建省文物管理委员会在福清县东张乡发现新石器时代文化遗址。
- 1957年3月6日，在平潭海面触礁的英国航通号轮船员33人，由福州海员俱乐部护送往香港。
- 1957年5月1日，中国人民解放军福建省军区(简称省军区，下同)在福州成立，司令员刘永生，政治委员卢胜。
- 1957年5月7日，福州市开展反对官僚主义、宗派主义和主观主义的整风运动。
- 1957年8月20～24日，市委举行扩大会议，决定在全市范围内分期分批开展全民性的社会主义大辩论。[29]
- 1957年11月15日，兴建福清县东张水库，翌年12月竣工。为当时福建省最大的水库。
- 1958年3月，永泰县一都、善山、东山、普礼4个乡9个自然村划属福清县管辖；叶洋乡29个自然村划属闽侯县管辖；珠峰、珠洋2个村划属尤溪县管辖。
- 1958年7月1日，成立福州人民广播电台(有线、无线两套节目播出)。

### 大跃进至文革前（1958年8月-1966年）

#### 大跃进初期（1958年-1959年）
- 1958年8月8日，闽侯县划归福州市管辖。1959年8月又划属闽侯专区。

- 1958年9月上旬，福州市各企业单位相继成立民兵组织。
- 1958年10月3日，市委召开会议，部署“全民大炼钢铁”。
- 1958年10月10日，国军6架飞机袭扰福清上空，被中国人民解放军航空兵击落3架，杜凤瑞为救护机长而英勇牺牲，葬于福州市革命烈士墓。[30]
- 1958年10月18日，福州市郊人民公社成立。
- 1958年10月23日，福州闽剧院成立。
- 1958年12月28日，福州市举行首次马拉松比赛，赛程42.195公里。
- 1958年12月30日，马尾造船厂建成中国第一艘机动丝网水泥船，船长8.5米，宽1.9米。
- 1959年7月上旬，福州火车站大楼开始兴建，占地面积5600平方米。
- 1959年7月11日，福建省第一所理工大学——福州大学建成。
- 1959年7月14日，市第三届人代会第二次会议举行，大会通过开展增产节约运动决议。[23]
- 1959年7月21日，撤销福州市郊人民公社管委会，恢复郊区人民委员会。
- 1959年8月，福清、闽清、连江、永泰、长乐、平潭、罗源等县行政区域调整，划归闽侯地区专员公署管辖。

#### 三年困难时期（1959年-1962年）
- 1959年9月15日，福州抗菌素厂建成投产。
- 1960年1月7日，福州市28名“右派分子”被摘帽。
- 1960年1月，福州市动工兴建五一路，全长3500多米，宽40米，至10月1日建成通车。
- 1960年1月11日，闽侯县马尾人民公社划归福州郊区管辖。
- 1960年2月13日，福州市开展丝虫病、疟疾、钩虫病普查工作。[31]
- 1960年3月16日，福州市撤销郊区人民委员会，成立鼓山、新店、马尾3个区人民委员会，归市管辖。
- 1960年6月上旬，台风袭击福州市和长乐县，闽江上游山洪暴发，福州洪水泛滥，鱼池50多公顷、菜地2000多公顷被淹，死亡7人。长乐县民房倒塌801间、早稻绝收3200亩，晚稻损失16.75万公斤，死11人
- 1960年7月，福建省第一座电视台——福州电视试验台建成试播。1976年10月30日改名福建电视台。
- 1960年12月，境内市、县召开四级干部会议，学习中共中央《关于农村人民公社当前政策问题的紧急指示信》和中共福建省委8条补充规定，开展纠正“五风”(共产风、浮夸风、瞎指挥生产风、特殊化风和强迫命令风)和平均主义错误，搞好平调物资和现金的退赔。
- 1961年3月10日，连江县小沃公社长沙大队发生21人乘船偷渡马祖的“长沙事件”。
- 1961年夏，闽江流域连降暴雨，洪水暴涨，冲垮洪山桥以下一段老堤，淹没2.2万亩水稻，117座民房倒塌，70条道路、30座桥梁被毁。
- 1961年9月12日，福州市和长乐县遭受强台风袭击，福州死亡18人；民房倒塌1211间；1.7万亩蔬菜及1.4万亩水稻被淹。长乐县决堤6公里，毁屋2000余间，1.5万亩农作物绝收。[23]
- 1962年1月，福州市精简机关干部。至9月20日止，精简干部3640人。
- 1962年5月，福州成立甄别定案领导小组，甄别自1958年后因在“反地方主义”、“大跃进”、“反右倾”、“拔白旗”等运动中错受批判、处分的党员、干部，为其平反，妥善安排工作。
- 1962年夏，由于国军可能反攻大陆，福州市各机关进入备战状态，同时开展减少城镇人口和精简职工工作，19个工厂企业和4个学校科研单位停产、关闭，8个单位转为集体所有制，工业系统精简职工2.28万人。[23]
- 1962年9月6日，强台风袭击福州，农作物19.3万亩被淹，冲毁堤坝、渠道等1796处，冲倒房屋346间，死亡6人。
- 1962年10月21日，台湾“反共挺进军”141队在福清县新厝南侧登陆，闽侯县公安部队奉命参加战斗，全歼该队。
- 1962年11月14日，平潭县驻岛部队登陆艇由福清县高山镇北坑开往娘宫，因严重超载而翻沉，艇上部队及其家属、公安民警57人全部落水，29人殉难。

#### 国民经济调整时期（1962年底-1965年）
- 1962年11月22日，由国外华侨和归侨集资的福州市侨联大厦动工兴建。
- 1963年6月1日，国军空军上尉飞行员徐廷泽驾驶美制F-86F喷气战斗机降落在龙田机场，回归祖国大陆。[32]
- 1963年6月10日，福州市撤销郊区鼓山、新店、马尾、盖山、建新、亭江、琅岐、北峰区人民委员会，改设区公所。
- 1963年夏收前后，长乐县农村发生大小28起宗派械斗，参加者达2.5万人次，致伤100余人。
- 1963年10月21日，国军武装特务9人在福清县新厝公社双屿大队旗山麓登陆，窜向福清、莆田交界，被全部歼灭。
- 1964年3月6日，长乐县潭头沙堤大队与金峰陈当头大队林、陈两姓发生数万人械斗，伤4人。
- 1964年6月21日，中国第一座高气压手术治疗室在福州协和医院建成并投入试验。
- 1964年6月30日24时，第二次全国人口普查结束，福州市区人口852377人。
- 1965年1月5日，中国人民解放军84师在连江县官坂鹤屿岛围垦造田5200亩，设立军垦农场。
- 1965年7月2日，解放军海军驻连江县部队在闽江口全歼国军特务1股，俘8人。
- 1965年8月25日，福州市开展“四清”运动。
- 1965年9月10日，马尾造船厂试制成功中国第一艘300吨级钢丝网水泥机动货轮。
- 1965年11月14日，驻平潭海军8艘护卫艇和6艘鱼雷艇，在崇武以东海域与国军海军护航炮舰“永昌”号和大型猎潜舰“永泰”号激战一个多小时，击沉“永昌”号，重创“永泰”号。击毙国民党海军官兵82人，俘9人，是为乌坵海战。

### 文化大革命（1966年-1978年）

#### 文革爆发-中共九大召开（1966年-1969年）
- 1966年5月9日，市委发出《关于组织全党全民立即投入当前社会主义文化大革命的意见》。
- 1966年5月24日，市委成立“社会主义文化大革命”领导小组，郑重任组长。
- 1966年5月，福州籍数学家陈景润发现“陈氏定理”，震惊数学界。[33]
- 1966年8月中旬，福州成立第一个红卫兵组织——“东海前线红卫兵”。
- 1966年8月17日，市委发出学习中共十一中全会《公报》和《十六条》的通知，全市各校相继成立“革命群众组织”。
- 1966年8月下旬，境内市、县各大中学校“红卫兵”上街破“四旧”和游斗“牛鬼蛇神”，大量文物遭受劫难。
- 1966年9月2日，“福州市工人赤卫队”成立。同日，从北京、天津等地南下到福州的红卫兵召开万人大会，揪斗省委、市委领导人叶飞、郑重。
- 1966年9月10日，市委、市人委成立“组织革命师生外出串连办公室”，“革命大串联”掀起高潮。
- 1966年12月10日，马尾造船厂制成全国第一台较大型的先进舵机——油压舵及全省第一艘载重600吨钢质货轮和12型涡轮增压器。[23]

- 1967年1月11日，《福建日报》社被“造反派”夺权。此后，市委、市人委及全市各级领导机关纷纷被“造反派”夺权，陷于瘫痪状态。
- 1967年1月26日，福州一些造反组织冲击福州军区领导机关。
- 1967年3月，福清、连江、长乐、平潭、永泰、闽侯、闽清等8县人民武装部对各县公安、检察院、法院以及邮电局、广播站等实行军事管制。
- 1967年6月30日，福清音西霞盛村发生大型武斗，参加武斗人数1000多人，用木棒、扁担、竹条、石块作武器，致伤119人，毁坏房屋21幢。[34]
- 1967年7月1日，福州市实行军事管制，成立福州市军事管制委员会，涂则生为主任。
- 1967年8月13日，福州郊区及福清县一些造反派挑动农民进入福州参加武斗。
- 1967年8月16日，中共中央、国务院、中央军委、中央文革小组派调查组到福州，劝说农民不要进城参加武斗，阻止造反派抢夺部队武器。
- 1967年8月20日，福州“革命造反委员会”与福州军区卫校“红字派”在梅亭发生武斗，动用机关枪等武器。
- 1967年8月29日，造反派在人民体育场举行集会，批斗中共福建省委第一书记叶飞。
- 1967年10月14日，中共中央、国务院、中央军委、中央文革小组发出《关于大、中、小学校复课闹革命的通知》之后，福州市各类学校相继复课。
- 1968年1月14日，连江县造反派40余名到琯头海军驻地夺枪，被击毙4人。
- 1968年1月31日，福州市成立公检法军事管制委员会。[35]
- 1968年2月24日，福州市居民开始配吃面粉，占粮食定量50%。
- 1968年春夏，福清造反派在龙田、港头、大丘、阳下、海瑶等粮站强抢粮食76.85吨；在龙田、江镜、高山等银行、营业所强行提款10.49万元。
- 1968年6月19日，福州市遭受有记录以来最大的一次洪水袭击。郊区5.54万亩农田和1600亩鱼池被淹，市区104间房屋倒塌，22家工厂被淹；闽侯县倒塌冲走房屋605间、仓库208座，冲垮桥梁68座，毁坏水库2座，冲走粮食30万公斤，死15人。[23]
- 1968年8月19日，福州市革命委员会成立，主任贺梦先。
- 1968年8月29日，福建省革命委员会在省人民体育场召开5万人大会，批斗省、市委领导叶飞、范式人、侯振亚、郑重。
- 1968年9月14日，长乐县金峰地区再发生陈、林两姓宗派大械斗，导致全县6个公社40个大队陈、林两姓卷入。历时15天，死5人，伤10人，半县交通断绝，40个大队农业生产停顿。
- 1968年9月30日，经福建省革命委员会批准，台江区改称赤卫区，鼓楼区改成红卫区，仓山区改成朝阳区。
- 1968年11月底，福州地区8县全部成立县革命委员会。
- 1969年1月9日，在于山南麓兴建五一广场和毛泽东巨型全身塑像及“毛泽东思想胜利万岁”展览馆，于翌年5月1日竣工。五一广场总面积7.68万平方米，可容纳10万人。
- 1969年1月23日，福州市首批1264名知识青年赴闽北等地插队。

#### 中共九大-中共十大召开（1969-1973年）
- 1969年4月29日，省、市军民集会庆祝中共九大召开。
- 1969年7月，福清爆发乙型脑炎疫情。至8月10日，患病达226人，死亡20人。
- 1969年8月8日，强台风在连江县黄岐半岛正面登陆，沿海7个人民公社86个大队倒塌民房6300间，倒塌仓库362座，损失船只196艘，受灾农作物7.1万亩，死16人。[23]
- 1969年9月27日，福州市在西湖公园内办“五七”农场，机关干部轮流参加劳动。
- 1969年10月20日，福州市“清理阶级队伍”运动基本结束。
- 1969年11月15日，福州市举行70万人战备防空演习。
- 1969年12月3日，福州市开始实行中学四年制、小学五年制的学制。
- 1970年1月下旬，福州市下放干部2385人到闽北、闽东山区。[23]
- 1970年2月13日，市革委会撤销郊区革命委员会，所属琅岐公社划归闽侯县，其余12个区、公社合并为7个公社，分别划属市革委会农、林、水组和3个城区。
- 1970年2月14日，境内市、县开展“一打三反”运动。
- 1970年5月5日，市革委会将北峰公社升为北峰区，马江公社升为马江区。
- 1970年6月30日，福州闽江大桥建成通车。
- 1970年10月，在“清理阶级队伍”运动中，长乐制造一起11人“反共救国军”反革命集团重大假案。涉及3省4市6县85个单位552人，因逼供致死5人，伤13人。
- 1970年11月16日，平潭县南中渔民在东甲岛东北海面上抢救被风浪打翻的台湾基隆“一端”号渔船，救活5人，遇难3人安葬在东甲岛上。
- 1971年1月1日，福州解放大桥拓宽改建竣工通车，全长580米，宽11米。
- 1971年2月6日，受寒潮影响，福州多地降米雪。
- 1971年5月30日，福州市成立“五七”干校。[36]
- 1971年7月，迁往莆田的闽侯地区更名为莆田地区，闽侯等县隶属于莆田地区管辖。
- 1971年9月26日，福州乌龙江大桥建成通车，全长548米，结束福厦线汽车靠轮渡过江的历史。
- 1971年10月初，九一三事件发生后，境内市、县传达贯彻中共中央(1971)68号文件，揭露和批判林彪的反革命罪行。
- 1971年10月20日，福州市开挖新西河，全长4000米。
- 1972年3月31日，福清阳下中学初一年学生在校舍附近平整操场，因土坡崩塌，8名学生被压伤，其中死亡4人，经报道后震动全省。
- 1972年6月6日，闽清县坂东公社宝溪大队乌山水库垮坝，冲毁农田56亩、民房1间，死亡20人。
- 1972年7月，境内市、县相继成立高等院校招生办公室，推荐工农兵上大学。
- 1972年9月16日，长乐县梅花公社阜花大队草圹村出海渔船翻沉，死15人。
- 1973年7月23日，莆田地区的闽侯县重新划归福州市管辖。

#### 文革后期（中共十大-1976年文革结束）
- 1973年10月1日，长乐县营前港综合桥闸工程竣工，结束长乐县到福州经营前靠船渡的历史。
- 1973年12月下旬，马尾港码头第一期工程部分竣工启用，能同时停靠一艘万吨级和一艘5000吨级的轮船。[23]
- 1974年2月3日，中共福建省委召开“批林批孔”动员大会。境内市、县相继成立各级“批林批孔”办公室。
- 1974年5月1日，平潭县西部海域受强对流天气影响，翻船数十艘，死30余人。
- 1974年7月28日，连江县敖江人民公社白沙大队与浦下大队因水利纠纷发生械斗，伤20人，死2人。
- 1974年8月18日22时55分，地球与月球异常接近太阳，连江县沿海出现历史罕见大海潮，海水漫堤脱坡造成18处缺口，2200多亩水稻、782亩甘薯被淹，158户房屋受损。
- 1974年12月1日，福州—杭州—上海的民用航空线正式通航。
- 1974年12月，仓山流感疫情爆发，发病4259例。
- 1975年2月，日本“亚洲飞鹅”号轮船沉没福州马尾。油污流到闽江口浅海滩涂，琯头、晓澳等地贝、藻、鱼类等被污染。
- 1975年5月25日，长乐大鹤大队因鹤上涸社员盖房纠纷，引起械斗，牵涉20多个大队，1000多人参加，死2人，伤11人。
- 1975年8月，福州市开展学习“无产阶级专政理论”运动。
- 1975年12月6日，连江县琅岐人民公社划归福州市管辖。
- 1976年1月8日，周恩来逝世，福州各地干部、群众自发佩带黑纱，设置灵堂，举行悼念活动。
- 1976年2～7月，全国性“批邓、反击右倾翻案风”运动波及境内市、县，引起社会混乱。
- 1976年4月5日，福州东街口出现张贴革命诗抄，沉重悼念周总理，广大干部群众纷纷抄录、传阅。
- 1976年4月17日，福州境内遭受冰雹、暴雨袭击，13.35万户居民受灾，4.92万亩农作物被淹，7.97万间房屋倒塌。
- 1976年9月9日，中共中央主席毛泽东逝世。福州各地下半旗，干部、群众自发佩带黑纱，设置灵堂，举行悼念活动。[23]
- 1976年10月3日，马祖驻军连日炮击连江县黄岐乡，空飘传单，制造紧张局势。
- 1976年10月6日，四人帮被粉碎。10月22日，省、市10万军民在五一广场举行集会游行，庆祝粉碎江青反革命集团，文化大革命结束。

#### 拨乱反正时期（1976年-1978年）
- 1976年12月15日，闽清县闽江大桥建成，为当时省内最长的公路桥。
- 1977年1月3日起，对抗日战争期间沉没在平潭县海域的日本“阿波丸”号沉船进行打捞。[37]
- 1977年1月22日，台江洋口头发生火灾，烧毁房屋面积3497平方米，受灾168户
- 1977年5月3日，福州市成立揭批江青反革命集团办公室，开始清查与江青反革命集团有关的人、事。
- 1977年6月21日，闽江发生洪灾，闽侯县竹岐最高洪峰达15.03米，甘蔗排涝站决口，县城被淹。翌日南屿河岐寺堤段决口，全县受灾淹没早稻4.16万亩，甘蔗地区淹民房8793间，死3人。
- 1977年11月12日，八一七中路发生火灾，烧毁53间房，受灾142户、549人，烧死1人。
- 1977年11月17日，福州市撤销“五七”干校，恢复市委党校。
- 1977年11月22日，福州市运动员汤仙虎、林诗铨和黄乐平、高惠兰分获全国羽毛球比赛男女双打第一名。
- 1978年3月15日，福清高山公社北垞大队运输船，经黄岐半岛时遭到国军驻马祖岛部队炮击，人、船均被击伤。
- 1978年4月17日，福州市成立落实政策办公室，对文革中遭受迫害的干部群众进行平反。对历次政治运动中处理错的老案进行复查纠正，并落实有关政策。
- 1978年4月27日，福州市恢复红卫区为鼓楼区，赤卫区为台江区，朝阳区为仓山区。[38]5月1日，福州市街道，居委会及街、路、巷、弄恢复原来名称。
- 1978年5月8日，福州市成立右派摘帽领导小组。
- 1978年5月9日，福州市成立接待安置越南难侨领导小组，连江县长龙华侨农场安置被越南当局驱赶回国的难侨487人，福清县江镜华侨农场安置796人。
- 1978年7月，平潭县先后发生2起因捡拾国军海漂炸弹引起爆炸事件，死7人，伤4人。
- 1978年8月10日凌晨3时36分，平潭县东南海中发生5.3级地震。
- 1978年9月11日，福州市各中小学恢复少先队建制及学生会组织，取消“红卫兵”组织。

### 改革开放之后（1978年至今）

#### 1970年代末、1980年代
- 1978年12月，福州各地开展关于真理标准问题的讨论，批判“两个凡是”的错误。
- 1979年1月1日，福建前线部队奉令停止对马祖列岛炮击。马祖守军对黄岐半岛炮击亦渐减少。[39]
- 1979年1月，国务院批准平潭县潭东公社观音澳为台湾渔轮停泊点。[40]
- 1979年12月14日，福建省地质五队在闽侯县南屿探明一处福建省最大的明矾石矿，总储量在700万吨以上。
- 1980年1月24日，福州市举办1949年以来首次闽剧唱腔艺术汇演。
- 1980年2月，福州市革命委员会撤销，恢复福州市人民政府。
- 1980年2月26日，福州动物园熊猫馆开馆，馆内饲养有两只大熊猫和四只小熊猫。
- 1980年3月30日，经国务院批准，福州等4城市实行对外开放。
- 1980年7月5日，中共福州市委为因刘少奇冤案受株连的133人平反昭雪。
- 1980年9月15日，新西兰总理罗伯特·马尔登和夫人抵福州对福建省进行友好访问。他是第一位来福建省访问的外国政府首脑。[41]
- 1980年10月1日，福州乌山风景区修复对外开放。
- 1980年12月29日，台江区江滨路发生火灾，烧毁民居292户、商店18间，受灾居民1052人，死亡3人。
- 1981年2月13日，国务院批准福州市同日本冲绳县那霸市结成友好城市。
- 1981年2月，福建日立电视机有限公司在福州创办。这是福建省第一家中外合资企业。
- 1981年8月8日，台湾空军少校飞行考核官黄植诚从台湾驾机回归大陆，在福州空军机场降落。
- 1982年7月1日24时，第三次全国人口普查工作结束，福州地区人口为166.13万人。
- 1982年8月26日，福州市成立马尾区，作为市辖区建制；撤销环城区，将其所辖的5个公社划归郊区人民政府管辖。
- 1983年1月15日，福州至香港包机首次通航。
- 1983年3月26日，平潭县工商缉私队缉获香港“新鸿运”号走私船，查获走私物品价值300多万元。
- 1983年4月28日，文革期间被划入莆田地区的闽清、永泰、福清、长乐、平潭5县及宁德地区的连江、罗源2县划归福州市，实行市带县体制。
- 1983年7月12日，福州市政府取缔基督教“呼喊派”组织。
- 1983年9月29日，福州市第一条无轨电车线路正式通车。全长7.6公里，北起火车站，南至台江码头。[23]
- 1985年1月1日，福州市首次发行城市建设有奖证券。
- 1985年2月8日，福州市第八届人大常委会第十二次会议决定：榕树为福州市树、茉莉花为市花、福桔为市果。
- 1985年5月1日，福州市政府决定放开肉、禽、蛋、鱼等鲜活商品的价格。
- 1985年7月18日，福州在香港的对外经济贸易窗口，福州华榕有限公司成立。
- 1985年8月24日，强台风正面袭击福州市，中心风力12级，过程降雨量150～200毫米，全市灾害损失达1.3亿元，死亡49人。
- 1986年5月10日，福州市政府决定从1986年起取消初中升学考试，实行小学毕业会考。
- 1987年2月15日，动工复建平潭县牛山岛灯塔。为中国东南沿海最大的灯塔。
- 1987年6月5日，郊区新店中心小学发生一起188名师生食用白年糕食物中毒事件。经抢救，无一人死亡。投毒主犯林月榕被判处死刑。[23]
- 1988年6月26日，福建省第一家全民所有制证券公司——闽发证券公司在福州开业。
- 1988年9月1日，福州市开始颁发居民身份证。
- 1989年5月、6月，六四事件期间，福州市内部分大中专院校师生上街声援北京学生。游行队伍冲击省、市党政机关，坐轨拦车，静坐堵塞市区9个交通路口。

#### 1990年代
- 1990年4月20日，习近平任中共福州市委书记。[42]
- 1990年6月30日24时，第四次全国人口普查工作结束，福州地区总人口5340927人。
- 1990年8月29日，五一广场举行北京亚运会火炬传递交接仪式。
- 1990年12月26日，经国务院批准，福清县撤县建市。[43]
- 1992年1月1日，福州左海公园建成，占地51公顷。3日竣工通航。
- 1992年5月23日，福州市实行普通高中会考制度。
- 1992年4月20日，国家批准在长乐县建设福州长乐国际机场为全国首座由地方政府自筹资金修建的机场。1993年1月1日动工兴建。1997年6月23日竣工通航。
- 1992年6月1日，福州鼓山风景区被列为国家级名胜风景区。
- 1993年4月24日12时6～15分，连江县潘渡、东湖、敖江、东岱、浦口等地风、雨、冰雹交加、最大冰雹直径40厘米，为历史罕见。
- 1993年12月31日，福州市鳌峰大桥、五里亭立交桥、二环路一期工程同时建成通车。